# 神鷹盜龍
神鷹盜龍屬是堅尾龍類斑龍超科恐龍的一屬，生活於中侏羅世的阿根廷。
模式種是克氏神鷹盜龍（C. currumili），是於2005年被描述、命名。屬名意為「來自Cerro Cóndor地區的盜賊」。標本是一個脛骨，以及一個關節相連的部份骨骼，都來自於同一個體。另一個完整的骨骼亦於2007年出土。化石都發現於阿根廷的Canadon Asfalto組地層。
神鷹盜龍最初被認為是基礎堅尾龍類，最新研究則認為牠們屬於斑龍超科，是皮亞尼茲基龍的姊妹分類單元。